# کوهی ایسا
کوهی ایسا (انگلیسی: Kohei Isa؛ زادهٔ ۲۳ نوامبر ۱۹۹۱) بازیکن فوتبال اهل ژاپن است.